# Yvonne Jourjon
Yvonne Jourjon, née le 13 septembre 1899 à Besançon et morte le 4 septembre 1985 à Ivry-sur-Seine, est une aviatrice française.

## Biographie
Yvonne Jourjon passe son brevet de parachutisme en 1924 puis son brevet de pilote d'avion en 1933.
Elle apparaît dans les bases de données de la Fédération aéronautique internationale (FAI) en tant que copilote de Madeleine Charnaux lors d'un record d'altitude le 24 septembre 1934.
Yvonne Jourjon était monitrice professionnelle: en 1937, elle aurait été instructrice à l'aéroclub de Saint-Cyr. La même année elle bat le record de France d'altitude féminin pour les avions légers sur un Farman Moustique.
Elle a piloté sur Caudron C.270 Luciole, avion sur lequel elle a formé de nombreux jeunes pilotes. Un de ces pilotes, le comte Jean de Pange se retrouvera pilote d'avion de liaison Polikarpov U2 au régiment Normandie-Niémen en URSS.
Volontaire en 1944 dans l'Armée de l'air elle a été sous-lieutenant sur les bases de Châteauroux et de Kasba Tadla au Maroc en 1945.
Au sortir de la guerre, Yvonne Jourjon, Élisabeth Boselli, Maryse Bastié, Maryse Hilsz, Élisabeth Lion, Andrée Dupeyron, Suzanne Melk et Anne-Marie Imbrecq ont été sélectionnées parmi les femmes pilotes les plus qualifiées pour le premier corps de pilotes militaires féminins au sein de l'armée française. Cette action avait été initiée par Charles Tillon, ministre de l'Air communiste, et motivée par l'existence d'escadrilles féminines dans l'armée soviétique. Cette initiative prendra fin en 1946, quand se termine le mandat de Charles Tillon.
À partir des années 1950, elle donne des cours de pilotage à l'Aéro-Club des IPSA (Infirmières Pilotes de l'Air) à Toussus-le-Noble.
En 1970, Yvonne Jourjon se voit décerner par la Fédération aéronautique internationale le diplôme Paul Tissandier pour sa carrière aéronautique. Le diplôme Paul Tissandier récompense en particulier les aviateurs et les aviatrices ayant contribué de quelque manière que ce soit à la cause aéronautique et notamment à celle de l'aviation sportive.
Yvonne Jourjon monitrice civile et militaire compte à la fin de sa carrière près de 3 700 heures de vol

## Décorations
- Chevalière de la Légion d'honneur
- Officière de l'ordre national du Mérite
- Médaille de l'Aéronautique
- Médaille "Amélia-earhart"[11]
- Officier de l'ordre national du Mérite [12]